# Cikloalkani
Cikloalkani (nafteni) su ciklički zasićeni ugljikovodici kod kojih su svi atomi ugljika u prstenu međusobno vezani jednostrukom kovalentnom vezom. Naziv cikloalkani je došao od činjenice da su ciklički te da su spojeni jednostrukim kovalentnim vezama, kao alkani. Naziv nafteni se koristi jer su prvi put pronađeni i izolirani iz nafte.

## Homologni niz
Opća formula homolognog niza cikloalkana je CnH2n. Imena im se izvode od imena alkana s istim brojem atoma ugljika uz prefiks ciklo-.
| Redni broj | Ime         | Molekulska formula | Sažeta strukturna formula |
| ---------- | ----------- | ------------------ | ------------------------- |
| 1.         | ciklopropan | C3H6               |                           |
| 2.         | ciklobutan  | C4H8               |                           |
| 3.         | ciklopentan | C5H10              |                           |
| 4.         | cikloheksan | C6H12              |                           |

## Svojstva

### Fizička
Cikloalkani su tekućine karakteristična mirisa sličnog nafti. Vrelište raste s porastom relativne molekulske mase zbog toga što su molekule cikloalkana nepolarne. Ne otapaju se u vodi, a dobro se otapaju u organskim otapalima.

### Kemijska
Prva tri cikloalkana su kemijski aktivna zbog "kutne napetosti" u molekulama. Ostali cikloalkani se ponašaju kao alkani: reagiraju s halogenim elementima pri čemu su reakcije ciklopropana i ciklobutana slične reakciji adicije, a reakcije ciklopentana i heksana su reakcije supstitucije. Zapaljeni na zraku gore, pri čemu nastaju ugljikov(IV) oksid i voda.
Reakcija ciklobutana s bromom:

 + Br2 → CH2Br - CH2 - CH2 - CH2Br

(Nastaje 1,4-dibrombutan.)
Reakcija cikloheksana s bromom:

 + Br2 →  + HBr

(Nastaje 1-bromcikloheksan.)

## Nazivlje
Nazivlje po IUPAC-u gotovo je identično nazivlju alkana. Rednim se brojem označuju samo atomi ugljika u prstenu, i to tako da oni atomi na koje je vezan(a) skupina/atom koja/i je prva/i po abecedi dobije najmanji broj. Smjer brojenja određuje se po okolnim atomima ugljika - opet najmanji broj treba dobiti onaj atom ugljika na koji je vezan(a) skupina/atom koja/i je prva(i po abecedi. Atomi vodika se ne uzimaju u obzir. Nakon toga se izvodi naziv spoja: prvo se napiše broj atoma C na koji je vezan atom ili skupina atoma, a zatim naziv tog atoma ili skupine. Nazivi atoma ili skupina navode se abecednim redom, a između elemenata (brojevi te nazivi atoma ili skupina) pišu se povlake. Ako su na jedan atom C vezana dva ili više atoma (ili skupina), broj tog atoma se piše dva (ili više) puta, brojevi se odvajaju zarezom, a nazivu atoma ili skupine dodaje se prefiks - grčki broj atoma ili skupine. "Osnovni" naziv cikloalkana piše se na kraju, a određuje se po broju atoma C u lancu.

Primjer: 1-brom-3,4-dimetilcikloheksan
```
      CH
3

      |
      CH
     / \
H
3
C-CH  CH
2

    |   |
  H
2
C   CH-Br
     \ /
      CH
2
```